# گرفتن (ویرجینیای غربی)
گرفتن(به انگلیسی: Grafton) شهری در ایالت ویرجینیای غربی کشور ایالات متحده آمریکا است که جمعیت آن در سرشماری سال ۲۰۱۰ میلادی، ۵٬۱۶۴ نفر بوده‌است.

## نگارخانه

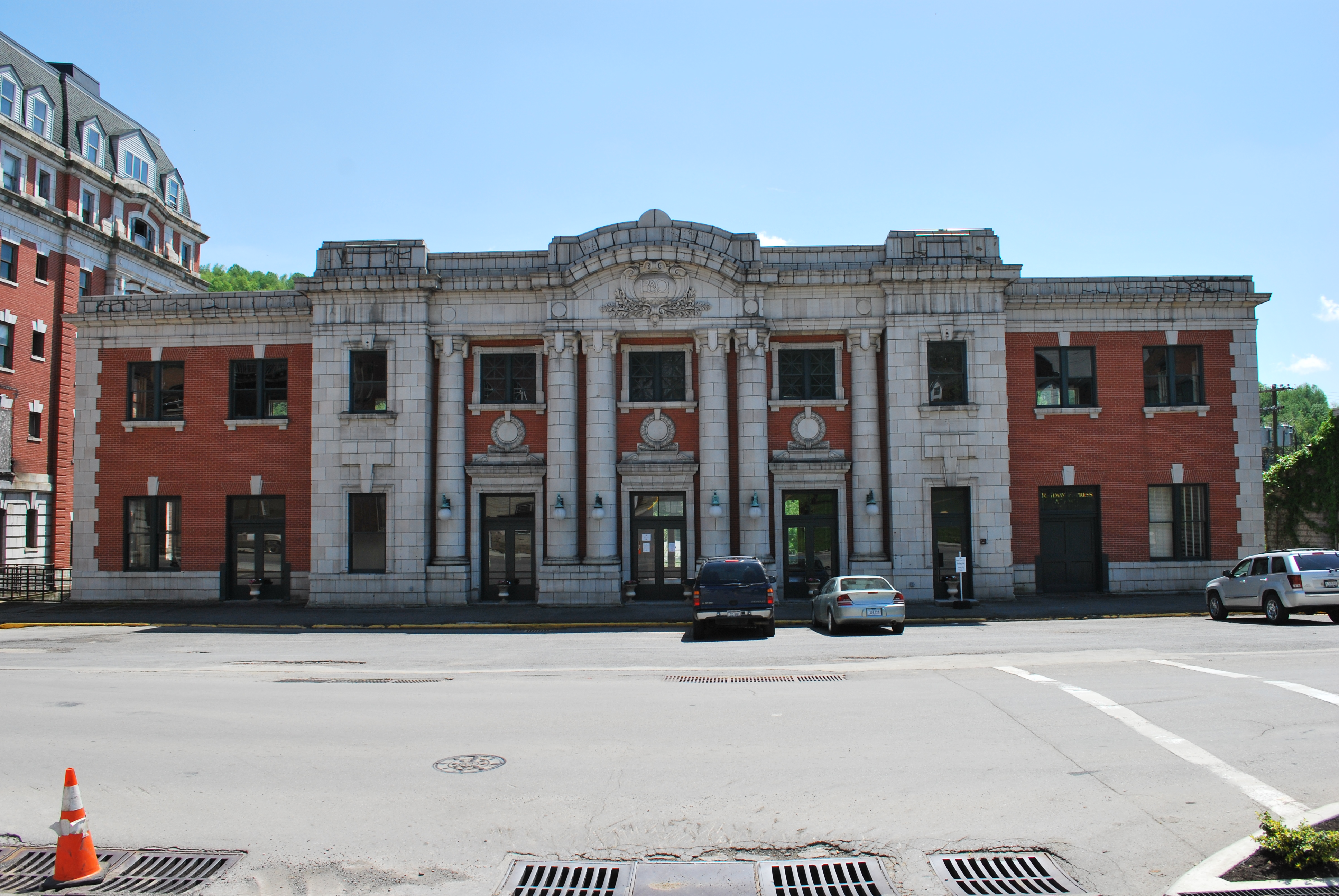
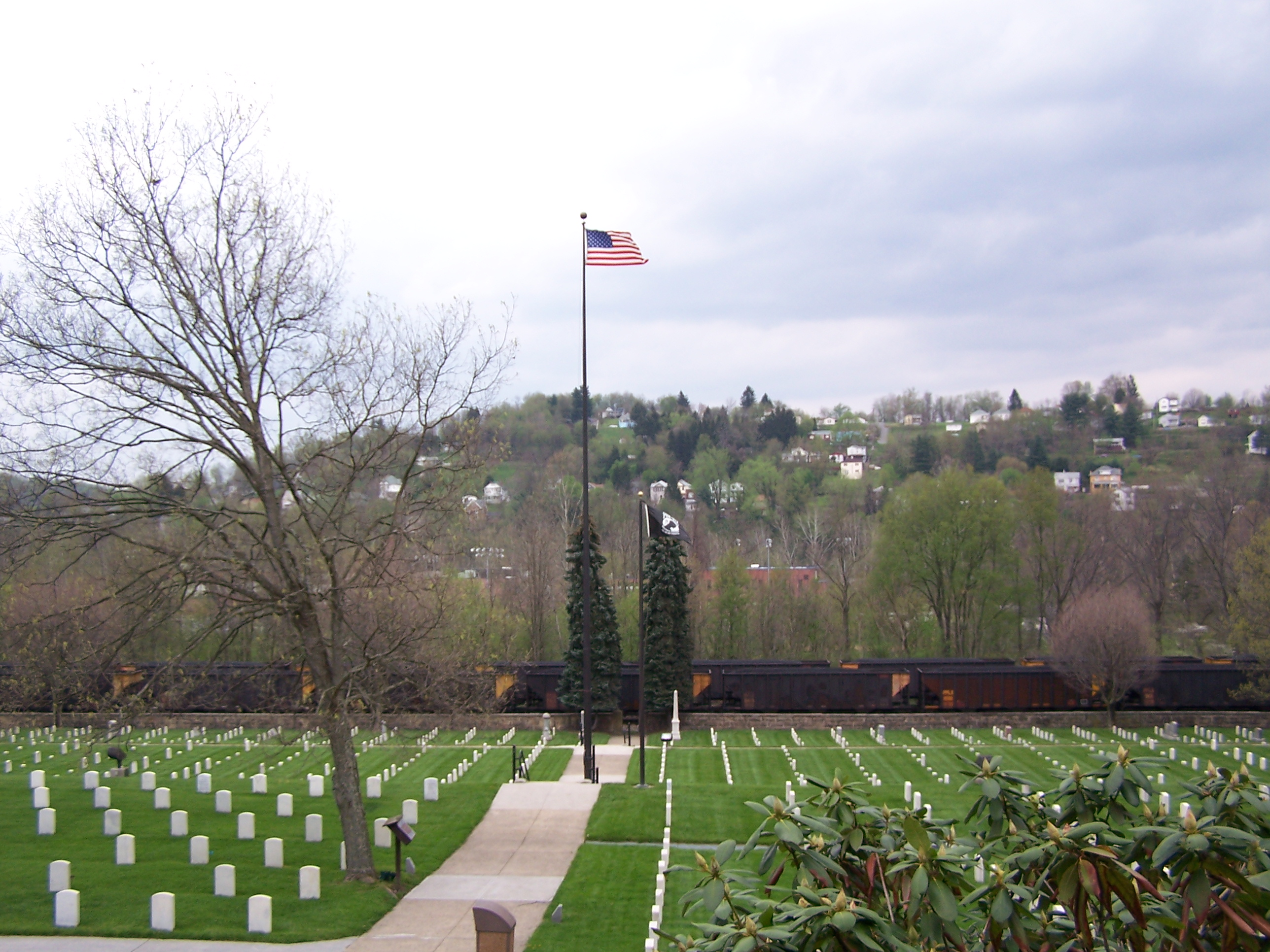
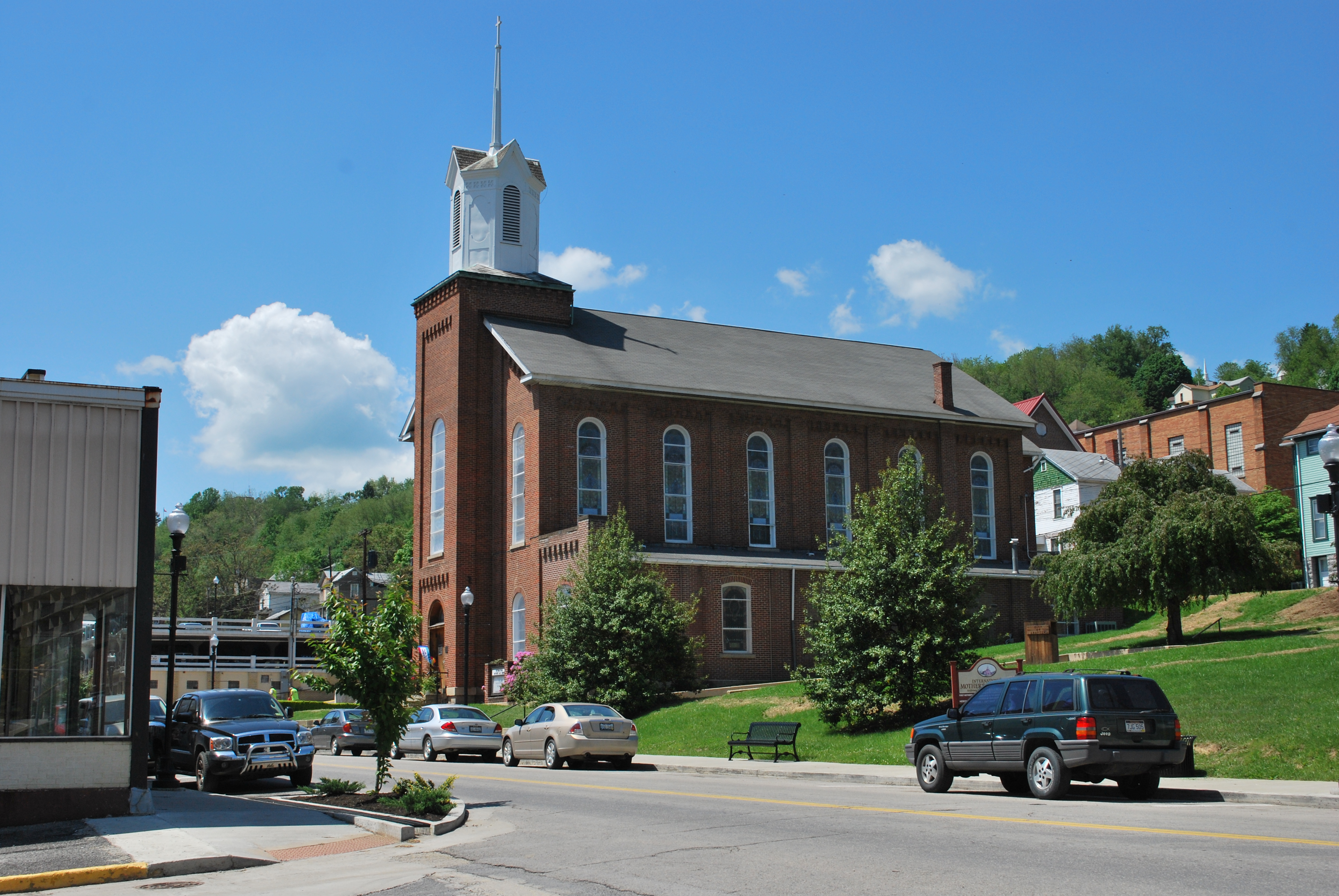
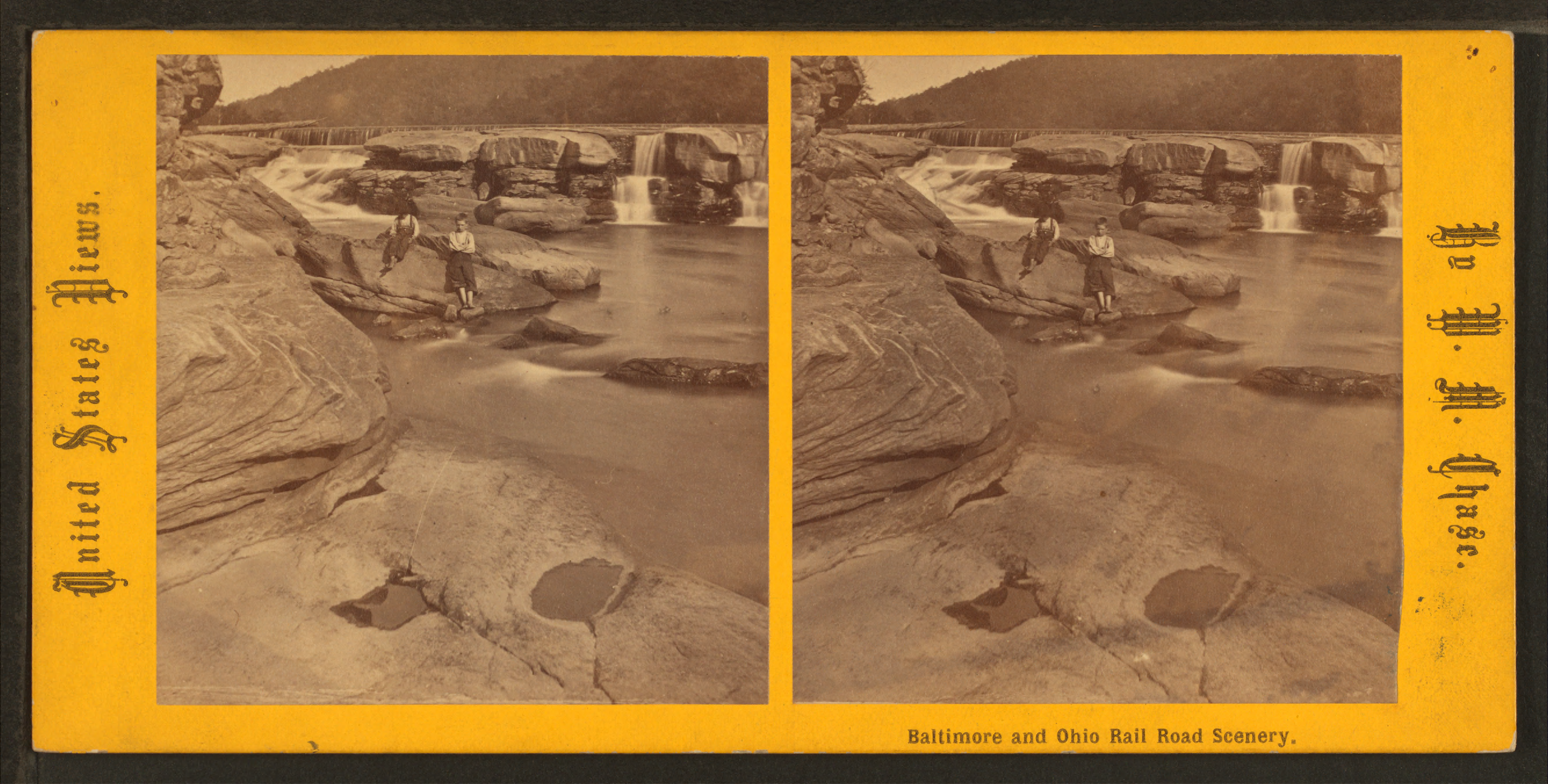

## موقعیت جغرافیایی
موقعیت جغرافیایی شهرها و مناطق اطراف به شرح زیر است: